# Brachystelma gerrardii
Brachystelma gerrardii är en oleanderväxtart som beskrevs av William Henry Harvey. Brachystelma gerrardii ingår i släktet Brachystelma och familjen oleanderväxter. Inga underarter finns listade i Catalogue of Life.